# Erica marifolia
Erica marifolia är en ljungväxtart som beskrevs av Soland. Erica marifolia ingår i släktet klockljungssläktet, och familjen ljungväxter. Inga underarter finns listade i Catalogue of Life.